# Bálint Jenő
Bálint Jenő, születési és 1909-ig használt nevén Berger Jenő (Budapest, 1889. október 6. – Budapest, 1945. január) művészeti író, kritikus.

## Életútja
Szülei Berger Ármin és Weisz Lina, bátyja Bálint Rezső festőművész voltak. Az első világháború előtt hivatalnok volt, 1922-ben Dénes Lajossal a Helikon kiállítási szalon egyik művészeti igazgatója, majd 1923-ban az Alkotás-Művészház művészeti igazgatója lett. Ő állította ki először Nagy Balogh János ismeretlenül elhalt festő képeit a Helikonban és írt róla az Elek Artúr által szerkesztett emlékkönyvbe: Nagy Balogh János élete és művészete című alatt; kiállította Benedek Péter földműves festő munkáit is az Alkotás-Művészházban. 1926-tól szerkesztette a Magyar Művészeti Könyvtár című sorozatot. Megszervezte és ő rendezte a Nemzeti Szalonban 1934-ben bemutatott Magyar őstehetségek című kiállítást.
1912. november 5-én Budapesten házasságot kötött Németh János és Kordély Julianna lányával, Gizellával (1888–1953).

## Főbb művei
- Ópium. Elbeszélések. (Bp., 1915)
- Benedek Péter földmíves–festőművész. (Bp., 1923; 2. kiad. 1928)
- Czillich Anna. Egy festőnő élete és működése. (Bp., 1924)
- Nagy Balogh János művészete. (Bp., 1927)
- Vaszary János művészete. (Bp., 1927)
- Művészfejek. Csók István bevezetőjével. (Bp., 1929).